# José Pérez de Montoro
José Pérez de Montoro (Játiva, Valencia, 1627 - Cádiz, 21 de diciembre de 1694), poeta y dramaturgo español del Siglo de Oro.

## Biografía
Oriundo de Játiva, donde nace en 1627, José Pérez de Montoro se destinó pronto a Madrid, centro de todos las aspiraciones sociales. En la urbs regia, nuestro autor acudió a su musa en certámenes y demás justas poéticas. Así, por ejemplo, en 1659, en una academia dedicada a Nuestra Señora de la Soledad, donde conoció al poeta y dramaturgo Francisco de Avellaneda, fiscal de la manifestación literaria. Tras diez años en la Corte, y debido a un accidente que acarreó la pérdida de uno de sus ojos, Montoro decide instalarse en Cádiz. Allí quiso probar suerte como soldado en la Marina para poder pretender, como confiesa, a los favores debidos por los servicios prestados a la Corona. Sin embargo, fue como vista mayor y alcaide de las aduanas reales de Cádiz como se puso al servicio de la monarquía española. 
El 13 de diciembre de 1668 contrae matrimonio con Catalina Calderón de la Barca, hija ilegítima de Francisco de Salazar, contador y almojarife de las aduanas reales de Cádiz, y de Catalina Calderón de la Barca. Montoro pasa entonces a pertenecer a una de las familias más notables e influyentes de Cádiz, lo que le permitirá frecuentar a los más altos representantes de la ciudad portuaria. Este primer período andaluz se caracteriza por la orientación de sus actividades literarias hacia la poesía áulica y de encargo no solo de la élite sociopolítica local ―como fue el caso del duque de Veragua y del marqués de Jamaica, en 1672, y del duque de Ciudad Real, a la sazón gobernador de Cádiz, en 1680― sino también de congregaciones tanto civiles como religiosas. 
Goza entonces de un cierto prestigio que le lleva a ser fiscal de una academia organizada en Cádiz por el duque de Veragua en 1672. Además, su notoriedad local así como su relación con el duque de Medinaceli, hermano del marqués de La Laguna de Camero-Viejo, virrey de Nueva España entre 1680 y 1686, cuya esposa, la condesa de Paredes, mantenía relaciones amistosas con Sor Juana Inés de la Cruz, explican las relaciones literarias, respetuosas y mutuas, entabladas entre nuestro poeta setabense y el Fénix mexicano. 
A partir de 1681, forma parte del séquito del duque de Medinaceli, a la sazón primer ministro de Carlos II. Empieza entonces una segunda etapa cortesana, entrecortada con breves estancias en Sevilla y en Cádiz. Nacimientos, bodas, funerales de familiares de su protector y de otros miembros de la aristocracia, acontecimientos tan prosaicos como una entrada en una ciudad o algún nombramiento, o bien la solicitud de ayuda financiera se convierten entonces en los principales temas que guiarán la pluma de nuestro poeta. Montoro llega a gozar de un notable éxito en la Corte. Algunos aristócratas, como el marqués de la Mina y el conde de Clavijo, no dudan en encargarle composiciones. Tres obras dramáticas palatinas suyas (una loa, un entremés y un baile) son representadas, dos de ellas en el jardín del caballo del real palacio del Buen Retiro. Del mismo modo, Montoro desarrolla su actividad como autor villanciquero, al escribir los villancicos que serán cantados en el convento de las Descalzas Reales, para Navidad de 1683 y Reyes de 1684; en la Capilla Real, en 1686; y en el convento de la Encarnación, para Navidad de 1686 y Reyes de 1688. Es también el presumible autor de los villancicos navideños cantados en 1685 en la catedral de Toledo. Fue probablemente durante esta corta etapa cortesana cuando se le concedió el título de secretario del Rey. Dicha etapa se caracteriza asimismo por su enemistad literaria con Francisco de Avellaneda, Francisco de Bances Candamo, y, principalmente, Fermín de Sarasa y Arce, gentilhombre de cámara del duque de Medinaceli y poeta polígrafo al servicio del aristócrata. 
De vuelta a Cádiz, aparece principalmente como autor oficial de los villancicos de la catedral entre 1688 y 1694, si bien había escrito ya una serie para Pentecostés en 1687. Escribe poemas en honor del conde de Frigiliana, capitán general de Andalucía, y de su hijo, el conde de Aguilar. Gracias a su amistad con el zaragozano José Bonet Campodarve, contador mayor de las aduanas reales, pudo ponerse en contacto con el grupo científico que se había formado recientemente en Cádiz; un grupo de novatores apoyado por el conde de Frigiliana, cuyos miembros compartían un mismo interés por las ciencias matemáticas y cuya figura principal será Antonio Hugo de Omerique, contador de cuentas y particiones de las aduanas reales de Cádiz, conocido hoy en día como el más insigne matemático del reinado de Carlos II. A pesar de las importantes relaciones profesionales y sociales de nuestro poeta y pese a la notoriedad literaria de la que gozaba, diversas composiciones epistolares de súplica y de alabanza dirigidas a miembros influyentes del gobierno del conde de Oropesa, sucesor del duque de Medinaceli desde 1685, atestiguan de la difícil situación financiera que tuvo que afrontar el poeta valenciano en los años finales de su vida. Montoro se dirige, entre otros, a Manuel de Lira, secretario del Despacho Universal, y a Manuel García de Bustamante, secretario del presidente del Consejo de Indias. 
Así es como el poeta y dramaturgo José Pérez de Montoro muere pobre y enfermo en Cádiz el 21 de diciembre de 1694. Sus obras, publicadas póstumamente en 1736, revelan las premisas de un nuevo discurso poético. 
Figura entre las autoridades del primer diccionario de la Real Academia Española.

## Obra publicada
- OBRAS POSTHUMAS | LYRICAS HUMANAS | DE | D. JOSEPH PEREZ | DE MONTORO, | SECRETARIO DE SU MAGESTAD, | RECOGIDAS, Y DADAS A LA ESTAMPA | por Juan de Moya, | QUIEN LAS DEDICA | A LA MUY ILUSTRE SEñORA | D.A ANA ANTONIA | DE GONGORA AVILES | SANDOVAL Y BAñUELOS, | MARQUESA DE ALMODOVAR, | Señora de la villa de la Rambla, y de Santa | Maria de Trassierra, la Zarza, y Caña- | veral, &c. | TOMO I. | --- | CON PRIVILEGIO: En Madrid, en la Oficina | de ANTONIO MARIN. | Año de 1736. | --- | Se hallaràn en casa de Juan de Moya, Mercader de | Libros, frente de San Felipe el Real
- OBRAS POSTHUMAS | LYRICAS SAGRADAS | DE | D. JOSEPH PEREZ | DE MONTORO, | SECRETARIO DE SU MAGESTAD, | RECOGIDAS, Y DADAS A LA ESTAMPA | por Juan de Moya, | QUIEN LAS DEDICA | A LA MUY ILUSTRE SEñORA | D.A ANA ANTONIA | DE GONGORA AVILES | SANDOVAL Y BAñUELOS, | MARQUESA DE ALMODOVAR, | Señora de la villa de la Rambla, y de Santa | Maria de Trassierra, la Zarza, y Caña- | veral, &c. | TOMO II. | --- | CON PRIVILEGIO: En Madrid, en la Oficina | de ANTONIO MARIN. | Año de 1736. | --- | Se hallaràn en casa de Juan de Moya, Mercader de | Libros, frente de San Felipe el Real.